# Bruce Vento
Bruce Frank Vento, född 7 oktober 1940 i Saint Paul, Minnesota, död 10 oktober 2000 i Saint Paul, Minnesota, var en amerikansk politiker (demokrat). Han var ledamot av USA:s representanthus från 1977 fram till sin död.
Vento efterträdde 1977 Joseph Karth som kongressledamot, avled 2000 i ämbetet och efterträddes av Betty McCollum.
Vento ligger begravd på begravningsplatsen Forest Lawn Memorial Park i Maplewood.